# Ascosphaera xerophila
Ascosphaera xerophila är en svampart som beskrevs av Skou 1988. Ascosphaera xerophila ingår i släktet Ascosphaera och familjen Ascosphaeraceae.   Inga underarter finns listade i Catalogue of Life.